# 발터 클린
발터 클린(Walter Klein, 1928년 11월 27일 ~ 1991년 2월 10일)은 오스트리아의 피아니스트이다.
클린은 1928년 그라츠에서 태어났다. 그의 어머니는 예술가 에리카 지오바나 클린이었다. 1929년 미국으로 이민을 갔으며, 이후 연락은 서신뿐이었다.
클린은 빈의 음악 아카데미에서 요제프 디츨러와 아르투로 베네데티 미켈란젤리에게 피아노를 배웠다. 그는 또한 폴 힌데미트와 작곡을 공부했다.
그는 볼차노에서 열린 부소니 콩쿠르와 파리에서 열린 마르그리트 롱 콩쿠르에서 우승했으며 1969년 미국에서 데뷔했다. 1953년에 그는 빈에서 보센도르퍼 상을 받았다.
1991년 암으로 사망하기 직전에 1987년에는 요제프 마르크스 음악상을, 1989년에는 비엔나에서 금메달을 수상했다.
그의 음반 목록은 방대하다. 이 작품에는 모차르트의 피아노 협주곡, 브람스의 피아노 음악, 슈베르트의 피아노 소나타 등이 수록되어 있다. 그는 아르튀르 그뤼미오와 함께 피아노와 바이올린을 위한 모차르트 음악을 녹음하고, 샤브리에의 피아노 음악 전집에서 레나 키리아쿠(Rena Kyriakou)와 협력했다.
그는 아내 베아트리즈 클린, 그라츠 동시대인 알프레드 브렌델과 함께 피아노 듀오와 듀엣 레퍼토리를 연주하고 녹음했다.
그는 그의 해석에 있어서 결정적 어조와 디테일의 투사로 많은 찬사를 받았다. 그의 연주에 대한 명료함은 특히 모차르트와 슈베르트의 음악에 맞았다. 이러한 특성들은 브람스의 음반에서도 매우 뚜렷하게 나타나는데, 여기서 글의 촘촘한 질감은 음악적 논쟁을 쉽게 모호하게 만들 수 있다.